# Péninsule Bonaparte
La péninsule Bonaparte (ou Péninsule Roland Bonaparte en anglais) est une péninsule située sur la côte sud d'Arthur Harbor et sur la côte sud-ouest de l'île Anvers, dans l'archipel Palmer (côte nord-ouest de la péninsule Antarctique). Le point Bonaparte est localisé à 64° 47′ S, 64° 05′ O. Elle a été découverte par l'expédition Antarctique française (1903-1905) et nommée par Jean-Baptiste Charcot en l'honneur du Prince Roland Bonaparte, alors président de la Société de géographie de Paris.